# Euphrasia daghestanica
Euphrasia daghestanica är en snyltrotsväxtart som beskrevs av Juzepczuk. Euphrasia daghestanica ingår i släktet ögontröster, och familjen snyltrotsväxter. Inga underarter finns listade i Catalogue of Life.